# Scott County (Mississippi)
Scott County is een county in de Amerikaanse staat Mississippi.
De county heeft een landoppervlakte van 1.578 km² en telt 28.423 inwoners (volkstelling 2000). De hoofdplaats is Forest.